# تلسکوپ فروسرخ

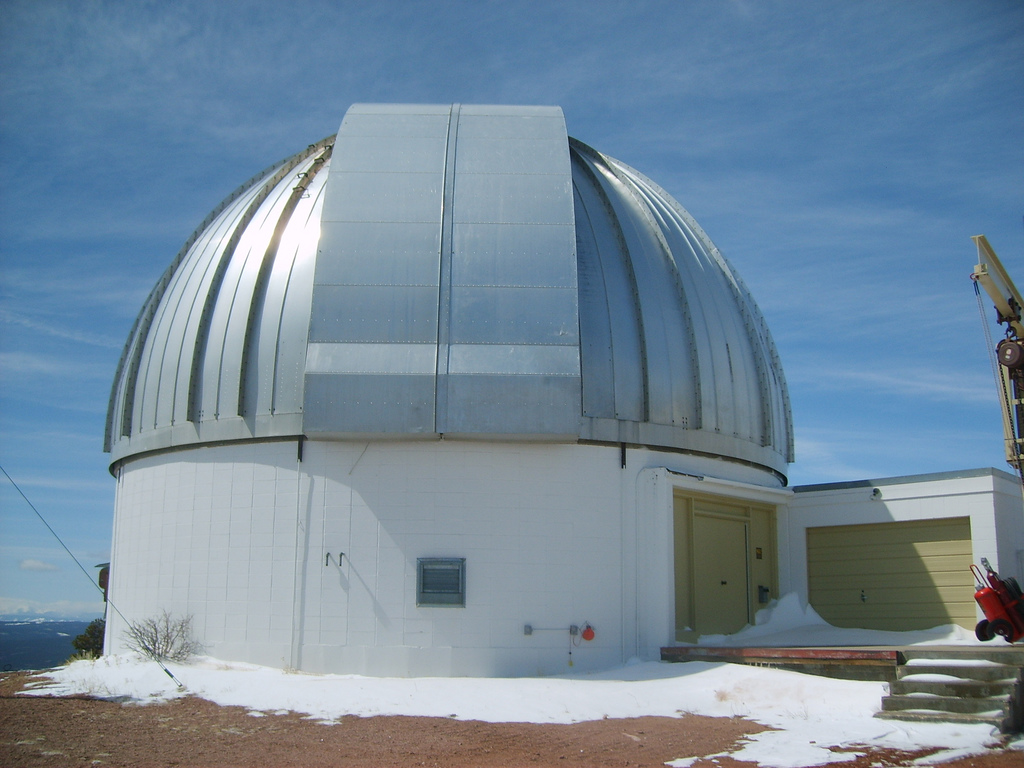
رصدخانه فروسرخ وایومینگ

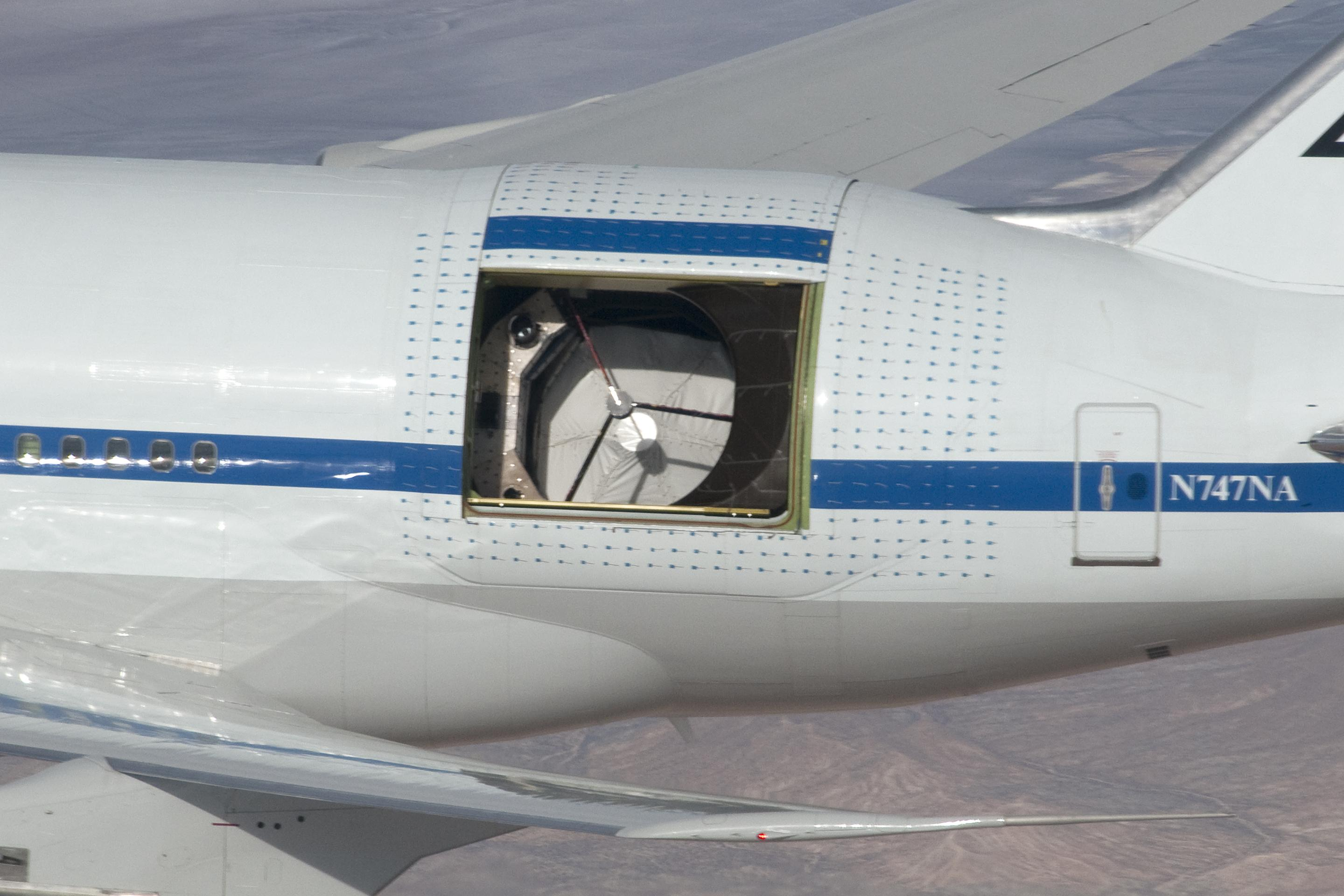
رصدخانه استراتوسفری اخترشناسی فروسرخ یک تلسکوپ فروسرخ است که بر روی هواپیما نصب شده و امکان رصد در ارتفاع زیاد را فراهم می‌سازد.

تلسکوپ فروسرخ نوعی تلسکوپ است که از طیف فروسرخ برای تشخیص اجرام آسمانی استفاده می‌کند. پرتو فروسرخ یکی از چندین نوع تابش است که در طیف الکترومغناطیسی نشان داده می‌شود.
همه اجرام آسمانی که دمایی بالاتر از صفر مطلق دارند برخی از انواع تابش الکترومغناطیس را از خود منتشر می‌کنند. دانشمندان به منظور مطالعه کیهان از چندین نوع تلسکوپ برای تشخیص و رصد این پرتوهای منتشرشده در طیف الکترومغناطیسی استفاده می‌کنند. به جز تلسکوپ‌های فروسرخ برخی دیگر از انواع این تلسکوپ‌ها عبارتند از: پرتو گاما، پرتو ایکس، فرابنفش و نور مرئی.
محدوده طیفی نور مرئی از ۰٫۴ μm تا ۰٫۷ μm است و از ۰٫۷۵ μm تا۱۰۰۰ μm بازه طیفی رایج در اخترشناسی فروسرخ، اخترشناسی فروسرخ دور و اخترشناسی زیرمیلی‌متری است
| تلسکوپ‌های فضایی فروسرخ منتخب       |         |             |
| نام                                | سال     | طول موج     |
| ایراس                              | ۱۹۸۳    | ۵–۱۰۰ μm    |
| ISO                                | ۱۹۹۶    | ۲٫۵–۲۴۰ μm  |
| تلسکوپ فضایی اسپیتزر               | ۲۰۰۳    | ۳–۱۸۰ μm    |
| Akari                              | ۲۰۰۶    | ۲–۲۰۰ μm    |
| رصدخانه فضایی هرشل                 | ۲۰۰۹    | ۵۵–۶۷۲ μm   |
| کاوشگر نقشه‌بردار فروسرخ میدان وسیع | ۲۰۱۰    | ۳–۲۵ μm     |
| تلسکوپ فضایی جیمز وب               | Planned | ۰٫۶–۲۸٫۵ μm |

## تلسکوپ‌های فروسرخ
- Infrared Telescope Facility، ۱۹۷۹–
- Gornergrat Infrared Telescope، ۱۹۷۹–۲۰۰۵
- Infrared Optical Telescope Array، ۱۹۸۸–۲۰۰۶
- United Kingdom Infrared Telescope، ۱۹۷۹–
- تلسکوپ فضایی اسپیتزر، ۲۰۰۳
- رصدخانه فضایی هرشل، ۲۰۰۹–۲۰۱۳
- کاوشگر نقشه‌بردار فروسرخ میدان وسیع، ۲۰۰۹
- تلسکوپ نقشه‌برداری میدان باز فروسرخ